# Кондушская волость
Кондушская во́лость — волость в составе Вытегорского уезда Олонецкой губернии Российской Империи, РСФСР. Волостное правление располагалось в селении Замошье Сидоровская (Кондушский погост). В настоящее время территория Кондушской волости относится в основном к Вытегорскому району Вологодской области.

## История
В ходе реформы административно-территориального деления СССР в 1927 году волость была упразднена.

## Состав
В состав волости входили сельские общества, включающие 134 деревни:
- Кондушское общество
- Мегорское общество
- Палтогское общество

### Населённые пункты
| Кондушское общество                                                     |       |         |       |                   |
| Поселение                                                               | Семей | Человек | До ВП | Школа             |
| Алешинская у погоста (Дружинина) при ручьях и колодцах                  | 8     | 40      | 0     | В смежном селении |
| На-кив ручье Пагутинская (Фомина) при ручьях и колодцах                 | 9     | 57      | 4     | В 4 верстах       |
| На сяняг ручье (Савина) при ручьях и колодцах                           | 5     | 35      | 3,5   | В 3,5 верстах     |
| На сяняг ручье Гришки Борисова (Мостовая) при ручьях и колодцах         | 20    | 117     | 3,5   | В 3,5 верстах     |
| На Кив ручье Алешки Ларючки (Часовенская) при ручьях и колодцах         | 9     | 53      | 3     | В 3 верстах       |
| Ремакова (Мерячева) при ручьях и колодцах                               | 4     | 22      | 3     | В 3 верстах       |
| Дмитриевская-Гришинская Алешинская (Ерова) при ручьях и колодцах        | 24    | 185     | 3     | В 3 верстах       |
| Гришки Выкачева (Анкудины) при ручьях и колодцах                        | 5     | 39      | 1,5   | В 1,5 верстах     |
| Костинская-Навшинская (Петрушина) при ручьях и колодцах                 | 3     | 28      | 1     | В 1 версте        |
| Данилки Андреева (Камачева) при ручьях и колодцах                       | 4     | 30      | 2     | В 2 верстах       |
| Навшинская-Костинская (Езина) при ручьях и колодцах                     | 3     | 15      | 2,5   | В 2,5 верстах     |
| На Май-ручье Артемки (Демина) при ручьях и колодцах                     | 10    | 57      | 1     | В 1 версте        |
| На Май-ручье Колкутаевская (Брязгина) при ручьях и колодцах             | 3     | 19      | 1     | В 1 версте        |
| Алуферовская (Трутнева) при ручьях и колодцах                           | 16    | 100     | 1     | В 1 версте        |
| Дмитриевская (Скамина) при ручьях и колодцах                            | 15    | 96      | 0,5   | В 0,5 версты      |
| Кузнецовская Столбовская (Матюкова) при ручьях и колодцах               | 6     | 53      | 0,75  | В 0,75 версты     |
| Панюшина гора (Сагаренина) при ручьях и колодцах                        | 5     | 46      | 1,5   | В 1,5 верстах     |
| Буракова (Левина) при ручьях и колодцах                                 | 6     | 34      | 1     | В 1 версте        |
| Алексеева гора (Гусева) при ручьях и колодцах                           | 6     | 54      | 0,5   | В 0,5 версты      |
| На Май-ручье Нечаевская (Комисарова) при ручьях и колодцах              | 3     | 14      | 0,5   | В 0,5 версты      |
| На Май-ручье Андреевская (Микова) при ручьях и колодцах                 | 9     | 68      | 0,5   | В 0,5 версты      |
| Якушевская Тереховская (Омельянова) при ручьях и колодцах               | 7     | 49      | 1     | В 1 версте        |
| Починок на Пит ручье (Гармина) при ручьях и колодцах                    | 5     | 44      | 0,25  | В 0,25 версты     |
| Замошье Ивашевская (Меньшакова) при ручьях и колодцах                   | 5     | 30      | 0     | В смежном селении |
| Замошье Мартемьяновская (Путилина) при ручьях и колодцах                | 7     | 42      | 0     | В смежном селении |
| Замошье Сидоровская (Кондушский погост) при ручьях и колодцах           | 19    | 76      | 0     | Есть              |
| Бахарева гора при ручьях и колодцах                                     | 4     | 26      | 2     | В 2 верстах       |
| На Кив ручье Андреевская (Стешкова) при ручьях и колодцах               | 6     | 40      | 3     | В 3 верстах       |
| На Майручье Васюковская (Мурачева) при ручьях и колодцах                | 3     | 20      | 1,5   | В 1,5 верстах     |
| Фоминская на горе (Габукова) при ручьях и колодцах                      | 5     | 35      | 1,5   | В 1,5 верстах     |
| Починок Андреевская Игнатовская (Назарьева) при ручьях и колодцах       | 6     | 35      | 2     | В 2 верстах       |
| На горе Матвейки Постникова (Тырданы) при ручьях и колодцах             | 3     | 32      | 2     | В 2 верстах       |
| У холодного родника (Лупсарь) при ручьях и колодцах                     | 2     | 10      | 2,5   | В 2,5 верстах     |
| На Май-ручье Игнатовская (Ипякова) при ручьях и колодцах                | 8     | 45      | 2     | В 2 верстах       |
| На Сар ручье Нестеровская (Нечаева) при ручьях и колодцах               | 5     | 47      | 2,5   | В 2,5 верстах     |
| На Сар ручье Нестеровская (Попова 2-я) при ручьях и колодцах            | 6     | 45      | 1     | В 1 версте        |
| На Кив ручье Степашки Пришлого (Отокова и Кагары) при ручьях и колодцах | 8     | 44      | 3     | В 3 верстах       |
| Анашинская Калининская (Михеева) при ручьях и колодцах                  | 11    | 91      | 3     | В 3 верстах       |
| На Ежине горе Афоньки Софонова (Ломова) при ручьях и колодцах           | 12    | 75      | 2,5   | В 5,5 верстах     |
| Починок Михалки (Гашкова) при ручьях и колодцах                         | 14    | 99      | 2     | В 2 верстах       |
| Круглая Софокова (Савина) при ручьях и колодцах                         | 6     | 34      | 1,5   | В 1,5 верстах     |
| На Кив ручье Мишуковская (Чимина) при ручьях и колодцах                 | 2     | 10      | 2,5   | В 2,5 верстах     |
| Папинская Крюковская (Мелехина) при ручьях и колодцах                   | 2     | 14      | 3     | В 3 верстах       |
| На размере Дапешки Копакова (Рогозы) при ручьях и колодцах              | 8     | 68      | 1,5   | В 1,5 верстах     |
| На Сар ручье Ефремки пришлого при ручьях и колодцах                     | 5     | 34      | 1     | В 1 версте        |
| На Сар ручье Андрейки Лукина (Сясина) при ручьях и колодцах             | 2     | 16      | 0,5   | В 0,5 версты      |
| Чурнева при ручьях и колодцах                                           | 32    | 183     | 6     | Есть              |
| Аспручей при ручьях и колодцах                                          | 24    | 145     | 5     | В 1 версте        |
| На Малом Кивручье (Новинка) при ручьях и колодцах                       | 9     | 49      | 4,5   | В 4 верстах       |
| Лег ручей (Кузнецова) при ручьях и колодцах                             | 25    | 160     | 5     | В 0,5 версты      |
| Яким ручей при ручьях и колодцах                                        | 12    | 107     | 5,5   | Есть              |
| Яким ручей (Сухарева) при ручьях и колодцах                             | 21    | 131     | 6     | В 0,5 версты      |
| Яким ручей (Гагарина) при ручьях и колодцах                             | 16    | 77      | 7     | В 1 версте        |
| Суланд озеро при Суланд озере                                           | 10    | 61      | 8     | Есть              |
| У Каменного ручья (Улины) при ручьях и колодцах                         | 3     | 14      | 8     | В 1,5 верстах     |
| На лесу у Синяг ручья (Онаши) при ручьях и колодцах                     | 1     | 2       | 5     | В 5 верстах       |
| На лесу у кив ручья (Батенькова) при ручьях и колодцах                  | 5     | 38      | 8     | В 2 верстах       |
| Вновь поселенной на лесу в Кив сельге (Леные) при ручьях и колодцах     | 6     | 34      | 8     | В 2,5 верстах     |
| На лесу (у Кошелевых) при ручьях и колодцах                             | 20    | 109     | 6     | В 2 верстах       |
| Сидоры при ручьях и колодцах                                            | 4     | 14      | 6,5   | В 2,5 верстах     |
| Починок Ивашевский (Чернышева) при ручьях и колодцах                    | 2     | 7       | 5     | В 5 верстах       |
| Выселок у Мегорской казармы при Онежском канале                         | 3     | 18      | 7     | В 7 верстах       |
| Выселок Черные пески                                                    | 4     | 26      | 7     | В 7 верстах       |
| Итого                                                                   | 531   | 3398    |       | 5                 |
| Мегорское общество                                                      |       |         |       |                   |
| Поселение                                                               | Семей | Человек | До ВП | Школа             |
| В Наволоке Ивашевская (Понизовье) при реке Мегре                        | 56    | 344     | 8,5   | В 1 версте        |
| Майдин ручей (Голодова) при ручье                                       | 13    | 88      | 7     | В 2 верстах       |
| Фоминско-Левковская (Низ) при реке Мегре                                | 14    | 75      | 9     | В 0,5 версты      |
| Моисеевская (Низ тоже) при реке Мегре                                   | 6     | 35      | 9     | В 0,5 версты      |
| У погоста Фофановская при реке Мегре                                    | 16    | 50      | 9     | В 0,13 версты     |
| На горе Сенькинская при реке Мегре                                      | 5     | 22      | 9     | В 0,33 версты     |
| Близ погоста Тереховская (Мегорский погост) при реке Мегре              | 6     | 25      | 9     | Есть              |
| У погоста Васюковская при реке Мегре                                    | 7     | 35      | 9     | В 0,5 версты      |
| Наволоцко-Трофимовская при реке Мегре                                   | 5     | 22      | 9     | В 0,25 версты     |
| Друго-Наволоцко-Федосеевская при реке Мегре                             | 2     | 12      | 9     | В 0,5 версты      |
| Острецовская при реке Мегре                                             | 11    | 57      | 9     | В 0,25 версты     |
| Пустошь Никоновская при реке Мегре                                      | 3     | 27      | 9     | В 0,5 версты      |
| Корчинская при реке Мегре                                               | 8     | 36      | 10,5  | В 1 версте        |
| Оштинская Ушакова при реке Мегре                                        | 11    | 63      | 10    | В 1,5 верстах     |
| На берегу Ивашевская (Лутына) при реке Мегре                            | 1     | 9       | 10    | В 1,75 верстах    |
| Михайловская (Лаптева) при реке Мегре                                   | 3     | 17      | 10    | В 1,5 верстах     |
| Алексеевская (Павшина гора) при реке Мегре                              | 6     | 33      | 10    | В 1 версте        |
| Строкинская (Пахомова) при реке Мегре                                   | 3     | 9       | 9     | В 1,25 верстах    |
| На Сосновом наволоке (Барановская) при реке Мегре                       | 1     | 8       | 10    | В 2 верстах       |
| Ухожи Ивашки Павойкина (Лаврецова) при реке Мегре                       | 4     | 32      | 11    | В 1,5 верстах     |
| На Лем реке Ивашевская при реке Леме                                    | 8     | 47      | 12,5  | В 2 верстах       |
| Гридинско-Федьковская при реке Леме                                     | 10    | 51      | 15    | В 2 верстах       |
| Ивашевско-Зуевская при реке Леме                                        | 6     | 34      | 12    | В 2,5 верстах     |
| Кюрши Маслова при реке Леме                                             | 13    | 64      | 14    | В 3 верстах       |
| Ваньки Михайлова при реке Леме                                          | 2     | 14      | 15    | В 3 верстах       |
| Васюковско-Кузьминская при реке Леме                                    | 7     | 41      | 15,5  | В 3 верстах       |
| Савинская, она же Верховье при реке Мегре                               | 11    | 74      | 12    | В 2,5 верстах     |
| Итого                                                                   | 238   | 1324    |       | 2                 |
| Палтогское общество                                                     |       |         |       |                   |
| Поселение                                                               | Семей | Человек | До ВП | Школа             |
| Большой Лебостров при озере Палозере                                    | 6     | 29      | 27    | В 25 верстах      |
| Малый Лебостров при озере Палозере                                      | 5     | 21      | 29    | В 27 верстах      |
| Палозеро при озере Палозере                                             | 36    | 203     | 18    | Есть              |
| Малое Палозеро при озере Палозере                                       | 1     | 5       | 17    | В 1 версте        |
| У онега Кюршева при Онежском озере                                      | 24    | 170     | 17    | Есть              |
| У онега Ежина при Онежском озере                                        | 17    | 138     | 16    | В 1 версте        |
| У онега Голяши при Онежском озере                                       | 15    | 103     | 19    | В 3 верстах       |
| Абакша (на острову) при Онежском озере                                  | 6     | 26      | 15    | В 5 верстах       |
| Петропавловская (Пустошь) при Онежском озере                            | 5     | 37      | 19    | В 6 верстах       |
| Вновь на Пит ручье при ручьях и колодцах                                | 19    | 183     | 7     | В 2 верстах       |
| Над Лижмозером (Лаврецы) при ручьях и колодцах                          | 6     | 32      | 8     | В 0,5 версты      |
| Вагача над Ежин мхом (Рухтинова) при ручьях и колодцах                  | 10    | 53      | 8     | В 0,5 версты      |
| На Шиндручье Угольская (Угольщина) при ручьях и колодцах                | 18    | 121     | 9     | Есть              |
| Комарова при ручьях и колодцах                                          | 3     | 15      | 9     | В 0,25 версты     |
| (Пустошь Гридинская) Депесева при ручьях и колодцах                     | 8     | 54      | 9,25  | В 0,5 версты      |
| (Окулки Борисова) Окулова при ручьях и колодцах                         | 16    | 82      | 10    | В 1 версте        |
| Семенова при ручьях и колодцах                                          | 19    | 146     | 10,25 | В 2 верстах       |
| (Ильинская) Тронина при ручьях и колодцах                               | 15    | 83      | 10,25 | В 1,5 верстах     |
| Казакова при ручьях и колодцах                                          | 6     | 42      | 10    | В 1,5 верстах     |
| (На горе Захарьевской) Казакова при ручьях и колодцах                   | 8     | 59      | 11    | В 4 верстах       |
| (Влагачи над мхом) Заяцы при ручьях и колодцах                          | 6     | 34      | 11    | В 1,5 верстах     |
| Амельковщина при ручьях и колодцах                                      | 1     | 6       | 9     | В 2 верстах       |
| (Михайлы Мясника) Терова при ручьях и колодцах                          | 5     | 41      | 10,5  | В 1 версте        |
| (Антоновская) Яшкова при ручьях и колодцах                              | 5     | 38      | 11    | Есть              |
| (На горе Мишки Федорова) Волкова при ручьях и колодцах                  | 13    | 79      | 11    | В 3 верстах       |
| Щербакова при ручьях и колодцах                                         | 5     | 51      | 11    | В 1 версте        |
| (Кириловская) Тарова при ручьях и колодцах                              | 5     | 36      | 11,5  | В 0,75 версты     |
| (Фалилеевская) Кузнецова при ручьях и колодцах                          | 4     | 26      | 11,5  | В 0,25 версты     |
| (Созоновская) Баканова при ручьях и колодцах                            | 2     | 7       | 13    | В 0,5 версты      |
| У погоста Васюковская при ручьях и колодцах                             | 10    | 54      | 12    | Есть              |
| (Савельевская) Остахнова при ручьях и колодцах                          | 11    | 45      | 12    | В 0,25 версты     |
| (Якушевская Зенькова) Попова при ручьях и колодцах                      | 3     | 13      | 12,5  | В 0,5 версты      |
| (Климовская Иевлевская) Чебакова при ручьях и колодцах                  | 8     | 48      | 13    | В 1 версте        |
| (Кондратовская) Фенькова при ручьях и колодцах                          | 7     | 44      | 13    | В 1 версте        |
| (Беляевская) Климова при ручьях и колодцах                              | 8     | 63      | 14    | В 2 верстах       |
| Рябова при ручьях и колодцах                                            | 5     | 36      | 14    | В 2 верстах       |
| (Гришки Гридина) Буторина при ручьях и колодцах                         | 4     | 26      | 15    | В 1 версте        |
| Коробейникова при ручьях и колодцах                                     | 7     | 18      | 14,5  | В 0,25 версты     |
| (Гришинская) Дюгова при ручьях и колодцах                               | 8     | 75      | 15,5  | В 1 версте        |
| (Медведевская) Арестова при ручьях и колодцах                           | 17    | 107     | 16    | В 1 версте        |
| (Левковская) Бульмова при ручьях и колодцах                             | 12    | 96      | 15    | В 1 версте        |
| (Демешки Созонова) Шейнова при ручьях и колодцах                        | 5     | 39      | 14    | В 2 верстах       |
| (Алуферовская пустынь) Арестова при ручьях и колодцах                   | 1     | 6       | 14    | Есть              |
| (У черного озера) Бараши при ручьях и колодцах                          | 3     | 16      | 17    | В 1 версте        |
| Итого                                                                   | 398   | 2606    |       | 6                 |

## Население
На 1890 год численность населения волости составляла 6093 человека.
На 1905 год численность населения волости составляла 7328 человек.

## Инфраструктура
Личное подсобное хозяйство с зоной сельскохозяйственного использования, индивидуальная застройка усадебного типа.
Основа экономики — сельское хозяйство. В волости на 1905 год насчитывалось 1610 лошадей, 2112 коров и 4245 голов прочего скота.